# Nezvěstice
Nezvěstice település Csehországban, Plzeň városi járásban. Nezvěstice Žákava, Vlčtejn, Chválenice, Nezbavětice és Šťáhlavy településekkel határos. Lakosainak száma 1454 fő (2024. január 1.).

## Népesség
A település lakosságának változását az alábbi diagram mutatja:
| Lakosok száma | 526  | 585  | 785  | 1172 | 1350 | 1356 | 1447 | 1468 | 1450 | 1454 |
|               | 1869 | 1890 | 1921 | 1950 | 1980 | 2001 | 2017 | 2019 | 2022 | 2024 |